# Krew za krew (powieść)
Krew za krew (alb. Prilli i thyer, dosł. Złamany kwiecień) –  powieść albańskiego pisarza Ismaila Kadare, wydana po raz pierwszy w roku 1978. Jej polski przekład, dokonany z języka francuskiego przez Annę Mencwel i wydany w 1988 r., był drugim przekładem powieści tego autora na język polski (po Generale martwej armii, 1984).

## Fabuła
We wsi Brezftoht u podnóża Gór Przeklętych skłócone od 70 lat rody Berishów i Krueciuciów (Kryequqet) toczą ze sobą wojnę. Jej ofiarą padło już czterdzieści cztery osoby. Zgodnie z zasadami prawa zwyczajowego, każda kolejna śmierć członka rodziny zobowiązuje do zemsty krwawej. W chwili gdy rozpoczyna się akcja powieści, wisząca w domu skrwawiona koszula Mehila Berishy zobowiązuje jego brata Gjorga do dokonania zemsty na rodzinie Krueciuciów. Po upływie czasu rozejmu przewidzianego w prawie zwyczajowym, zemsta staje się obowiązkiem Gjorga, ale prowadzi nieuchronnie do tego, by on sam padł jej ofiarą. W ostatniej scenie umierający Gjorg słyszy głos Zefa Krueciuca, który wygłasza przewidzianą zwyczajem formułę zemsty.
Powieść Krew za krew należy do najczęściej tłumaczonych dzieł Ismaila Kadare – doczekała się przekładu na 17 języków. W 1985 na motywach powieści powstał film fabularny Niezaproszeni w reżyserii Kujtima Çashku, a cztery lata później – film W cieniu słońca w reż. Waltera Sallesa.

## Recenzje (w języku polskim)
- Leszek Bugajski, Życie Literackie 1988/20, s.15.
- Tomasz Miłkowski, Kultura 1988/29, s.10
- Beata Sowińska, Życie Warszawy 1988/150, s.7.
- A. Ulman, Nowe Książki 1989/1, s.51-52.

## Inne przekłady obcojęzyczne
- 1981: O rimagmenos aprilis (grec. tłum. Mike Paidousi), wyd. Ateny
- 1982: Avril brisé (franc. tłum. Jusuf Vrioni), wyd. Paryż
- 1989: Broken April (ang. tłum. John Hodgson), wyd. Londyn
- 1989: Der zerissene April (niem. tłum. Joachim Röhm), wyd. Salzburg
- 1991: Abril despedacado (port. tłum. Maria Lucia Machado), wyd. São Paulo
- 1993: Avbrutt april (norw. tłum. Bente Christensen), wyd. Oslo
- 1994: Avrīl-i shikastah (pers. tłum. Qāsim Ṣanʻawī), wyd. Teheran
- 2000: Kettétört április (węg. tłum. Judit Szántó), wyd. Budapeszt
- 2001: Abril quebrado (hiszp. tłum. Ramon Sánchez), wyd. Madryt
- 2001: Pakirstas balandis (litew. tłum. Asta Uosytė), wyd. Wilno
- 2006: Särkynyt huhtikuu (fińs. tłum. Annikki Sumi), wyd. Helsinki
- 2007: Grymma april (szw. tłum. Dagmar Olsson), wyd. Sztokholm
- 2007: Krvavý duben (czes. tłum. Veronika Sysalová), wyd. Praga
- 2007: Murtud aprill (est. tłum. Pille Kruus) wyd. Tallinn
- 2010: אפריל שבור (hebr. tłum. Rami Saari), wyd. Jerozolima
- 2012: Bindavăṭuṇu vasantaya (syngal. tłum. Culānanda Samaranāyaka), wyd. Kolombo
- 2022: 부서진 사월 : 이스마일 카다레 장편 소설 (kor., tłum. Chŏng-hŭi Yu), wyd. Seul
- 2023: Een breuk in april (nid., tłum. Roel Schuyt), wyd. Amsterdaml
- 2023: முறிந்த ஏப்ரல் (tamil., tłum. Pā. Veṅkaṭēcan̲), wyd. Nagarkoil
- 2024: 破碎的四月 (chiń., tłum. Zheng Engbo), wyd. Szanghaj